# Moorgut Karlshof

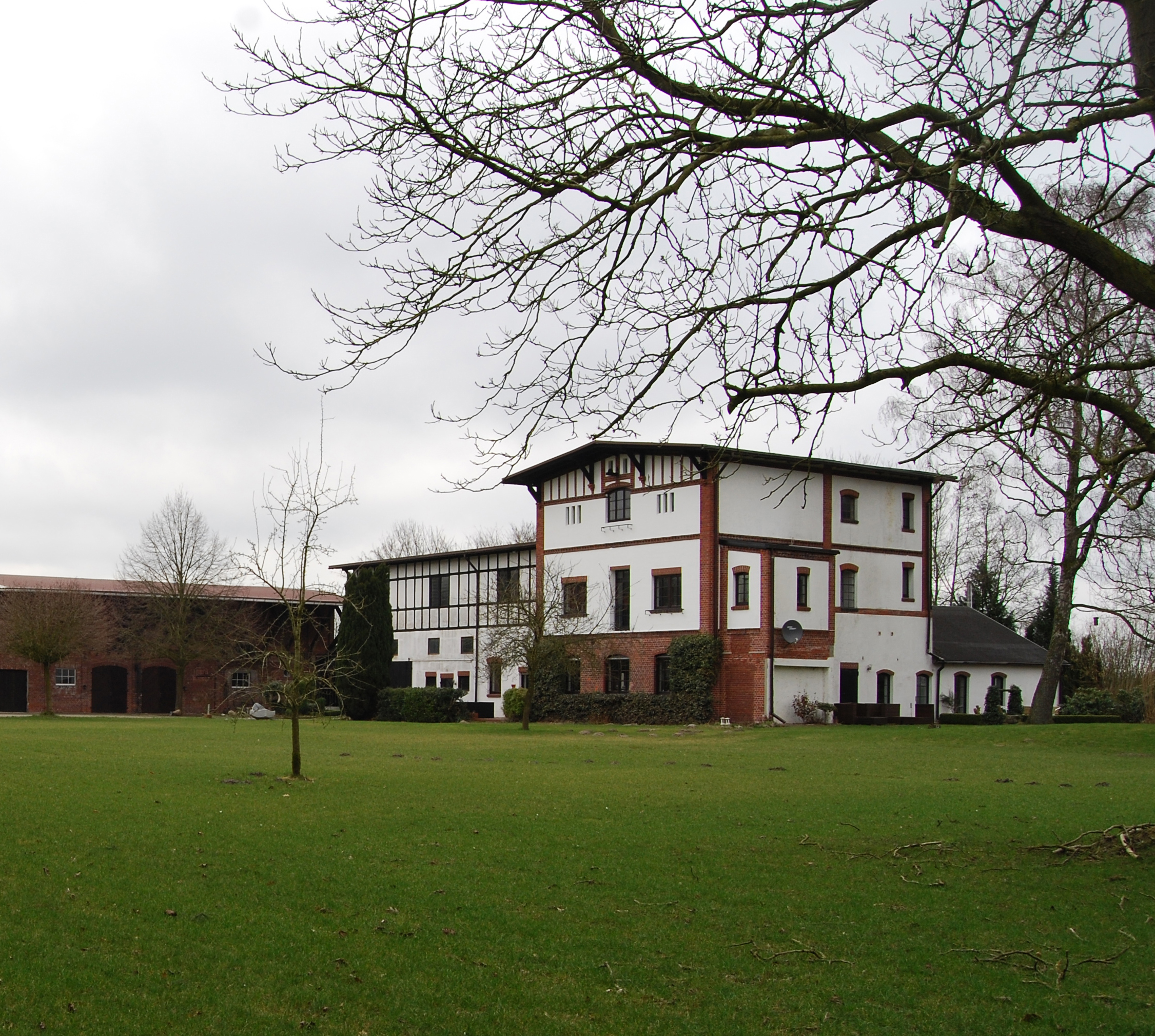
Einzeldenkmal Motormühle Karlshof im Denkmalensemble mit Scheune

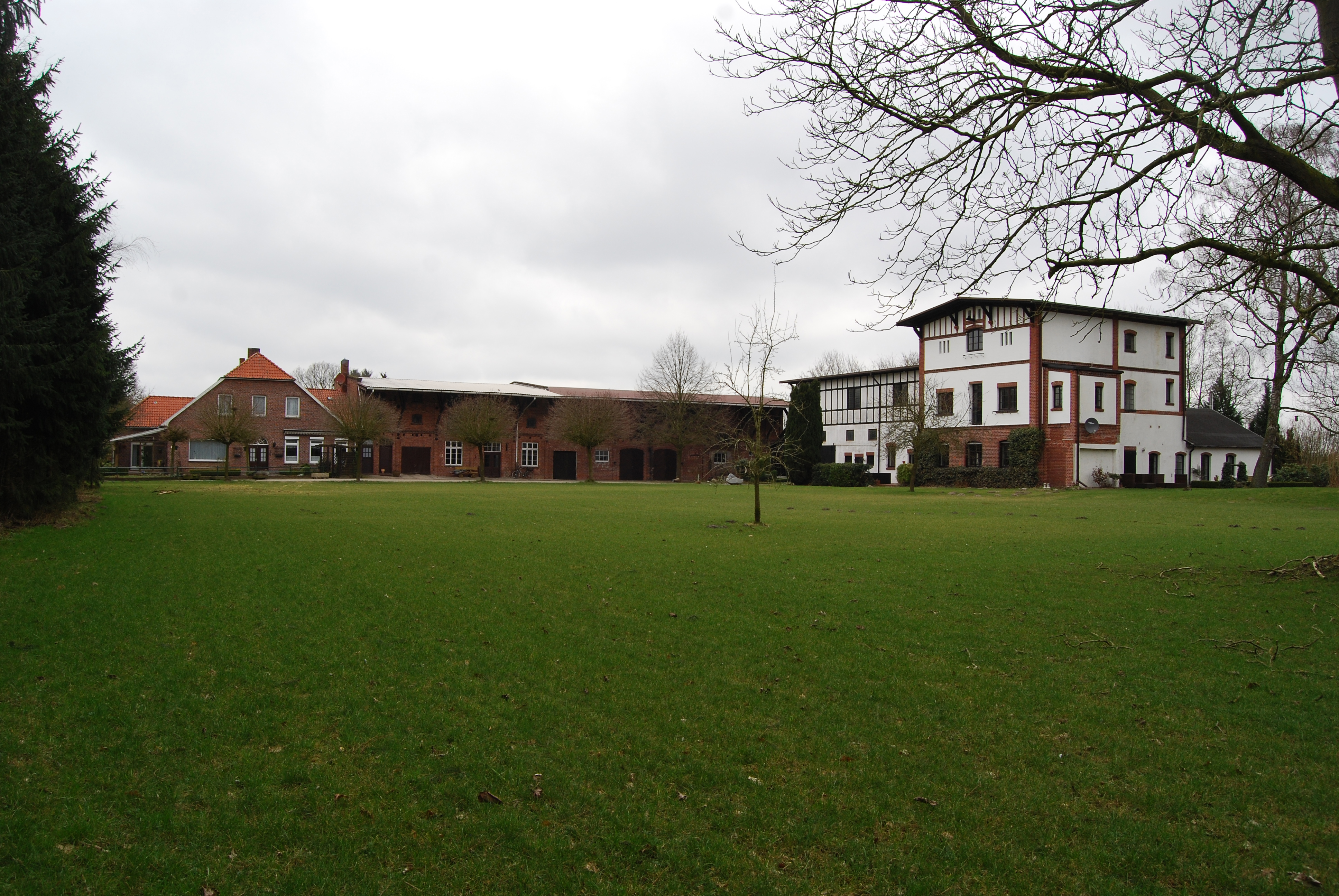
Verwalterhaus, Scheune, Mühlenlager und ehemalige Motormühle

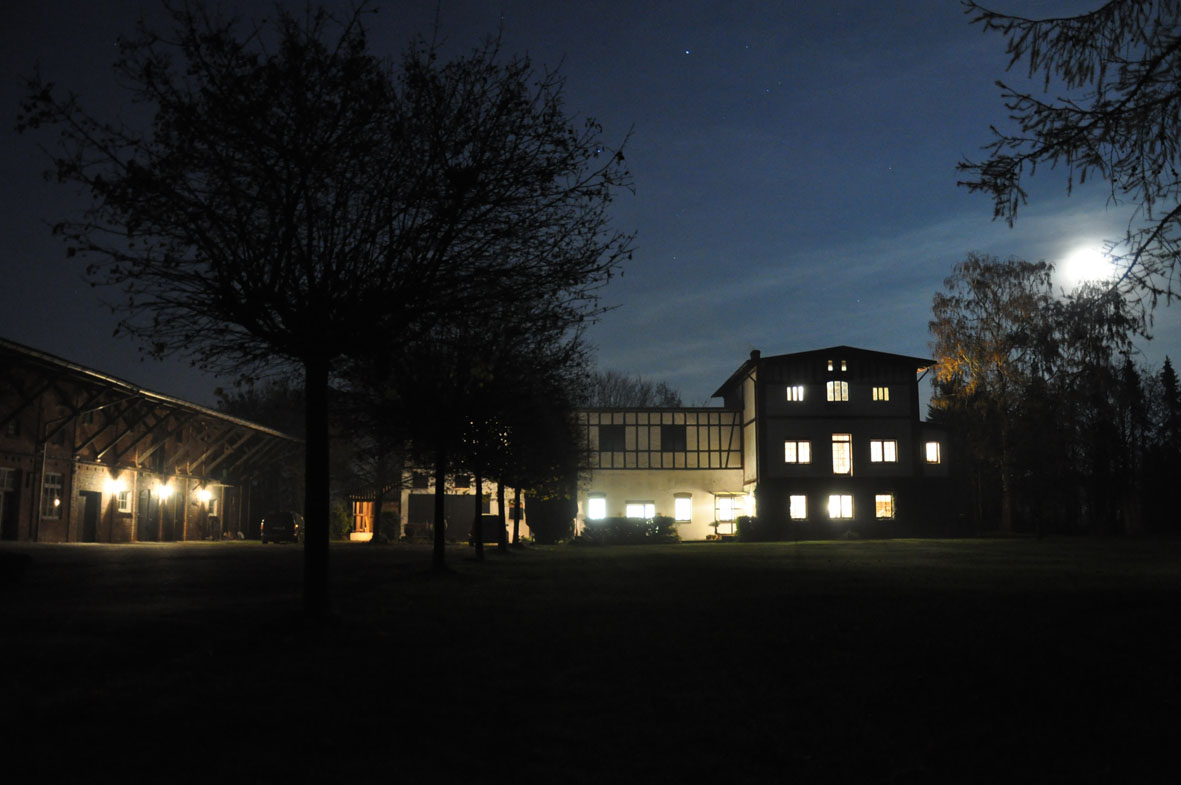
Scheune und ehemalige Motormühle

Das Moorgut Karlshof ist ein ehemaliges Gut in Westerstede, der Kreisstadt des Landkreises Ammerland im Nordwesten Niedersachsens. Der Karlshof befindet sich am Rande des Fintlandsmoores. Heute existieren noch das ehemalige Verwalterhaus, die große Vierständer-Scheune und die ehemalige Motormühle. Die Motormühle, um 1900 erbaut, zählt zu den ältesten Eisenbetonbauten Deutschlands und ist deshalb seit 2011 ein Einzeldenkmal. Die Bauten des Moorgutes Karlshof bilden seit 2011 ein Denkmalensemble.
Durch den vom Karlshof aus betriebenen Torfabbau eines 418 Hektar großen Moores konnte die Region zwischen Apen, Bad Zwischenahn und Westerstede nach 1933 besiedelt werden. Daraus entwickelte sich in den Folgejahren die Ortschaft Karlshof. Geschichtlich ist der Karlshof durch die Nutzung als „Ziviles Arbeitslager“, durch die Anwesenheit der Reichsarbeitsdienste und als Kriegsgefangenenlager von Bedeutung für das historische Gedenken.

## Lage
Der Karlshof wurde auf einem Sandhügel im Moor errichtet und grenzt nördlich an das heute renaturierte Fintlandsmoor, ein Naturschutzgebiet in Niedersachsen. Dieses Resthochmoor mit einer Fläche von 141 Hektar prägen kleinteilig strukturierte Flächen mesophilen Grünlands, Moorbirkenwälder, landwirtschaftlich genutzte Flächen und wiedervernässte Torfstiche. Das NSG ist Bestandteil des FFH-Gebietes 236 „Fintlandsmoor, Dänikhorster Moor“. Nördlich des Karlshofs findet sich das „Wochenendgebiet Karlshof“ mit einem Badesee. Der Ortsteil Karlshof bildet den südlichen Abschluss der Stadt Westerstede. Zu erreichen ist der Karlshof über den Bahnhof Westerstede-Ocholt, der drei Kilometer entfernt liegt. Er ist über die Bushaltestelle Karlshof an den öffentlichen Personennahverkehr angebunden.

## Geschichte

### Erste Abtorfungs- und Kultivierungsmaßnahmen

Moorgut Karlshof 1934

Mit einer planmäßigen Abtorfung des Fintlandsmoores wurde 1877 begonnen. Zunächst erfolgte die Gründung und Entwicklung eines Torfwerkes und später parallel dazu der Aufbau eines Moorgutes im Fintlandsmoor. Zwei Ingenieure, Meche aus Bremen und Sander aus Kleinheere bei Hildesheim, kauften 1877 vom Großherzoglichen Oldenburgischen Staatsministerium 110 Hektar Moorflächen zum Preis von 375 Mark je Hektar auf dem Gebiet des heutigen Stadtteils Westerstede-Karlshof. Mit einer von ihnen erfundenen Maschine hatten sie die Möglichkeit, Brenntorf in größeren Mengen zu gewinnen. Auf Pontons montiert und somit schwimmfähig konnte diese Maschine, einem Bagger ähnlich, in dem noch nicht entwässerten Hochmoor eingesetzt werden. Um damit möglichst große Flächen abtorfen zu können, wurden die Torfpütten, in denen der Bagger schwamm, mäanderartig angelegt. Der gewonnene Torf wurde in großen Schuppen getrocknet und dann an die Oldenburgische Eisenbahn, die weitestgehend mit Torffeuerung fuhr, verkauft. Für den Transport des Torfes baute das Werk eine circa 3 km lange Schmalspurbahn zum Bahnhof des heutigen Westerstede-Ocholt. Die Torfloren wurden von Pferden gezogen. 1879 wurde die Fläche des Torfwerkes noch um 25 Hektar vergrößert. 1880 ergab sich durch einen sehr nassen Sommer ein Einbruch beim Abbau. Die Ränder der Pütten sackten ein und der Torf trocknete in den Schuppen nicht. Die Pachtungen wurden daraufhin 1881 gekündigt und 76 Hektar des Landbesitzes an den Staat zurückgegeben. 34 Hektar blieben im Eigentum des Torfwerkes. Als die Oldenburgische Eisenbahn die Torfbefeuerung durch Kohle ersetzte, war dem Torfwerk die Existenzgrundlage entzogen. 1884 verkauften die Inhaber das Torfwerk an den Bremer Kaufmann Carl Vellguth.

### Entstehung  des Moorgutes „Carlshof“

Scheune Moorgut Karlshof mit Pferdebahn 1923

Carl Vellguth kaufte die verbliebenen 34 ha Hochmoor für 200 Mark je Hektar, gleichzeitig pachtete er noch 65 ha Hochmoor für den Torfabbau hinzu. Auf diesen Flächen führte er zwar das Torfwerk weiter, als Haupterwerbszweig jedoch gründete er auf dem bereits abgetorften Land ein Moorgut, das von der Bevölkerung „Carlshof“ genannt wurde. 1892 vergrößerte er seinen Besitz auf 57 ha, davon kultivierte er 30 ha hauptsächlich als Weideland. Das Moorgut entwickelte sich stetig, das Torfwerk verlor seine Bedeutung, die Schulden- und Zinslast stieg.
1893 stellte Carl Vellguth den Torfabbau ein und betrieb ausschließlich das Moorgut. Der Grünlandbetrieb wurde auf Ackerbau mit einer Sonderform der Moorkultivierung erweitert: Das abgegrabene Hochmoor (circa 10 ha) bedeckte er mit Kleierde, die er vom Jadebusen mit der Bahn und der Schmalspurbahn zum Karlshof transportieren ließ. Die enormen Kosten brachten das Gut in Zahlungsschwierigkeiten, so dass 1897 das Konkursverfahren eröffnet werden musste.

### Das Moorgut Karlshof
1897 schätzte man den Wert der landwirtschaftlichen Betriebe auf 68.580 Mark, das Torfwerk mit Inventar auf 33.100 Mark. Der Staat Oldenburg kaufte 1897 das Moorgut für 40.000 Mark und nahm es durch die Landeskulturfonds in Selbstverwaltung. Anlässlich dieser Übernahme wurde die erste Karte des Gutes erstellt. 1898 verkaufte wiederum der Staat Oldenburg das Gut mit 63,52 ha Land einschließlich der Feldbahn für 40.000 Mark an Jean Balthazar (* 27. August 1857 in Köln; † 1926 in Wiesbaden), einen Kaufmann aus Bonn, der es erheblich ausbaute. Seine Erben besaßen das Gut nach 1926 bis 1932, verwalteten es aber nicht selbst. Durch Zukäufe von den Gemeinden Westerstede und Apen wuchs das Anwesen zu einer Größe von 418 ha. Langjähriger Verwalter des Moorgutes war Jaspers.

#### Bauten

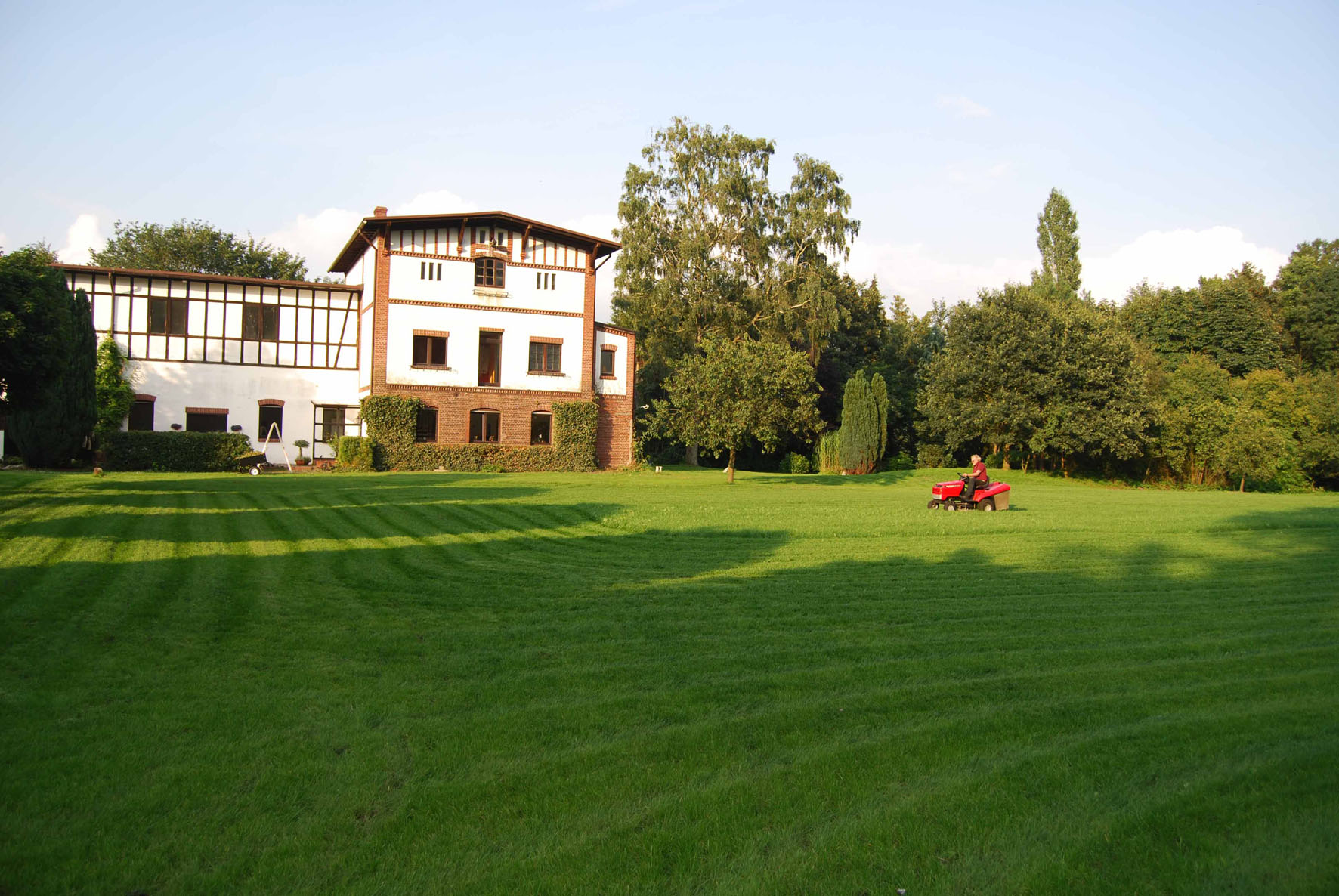
Moorgut Karlshof 2011

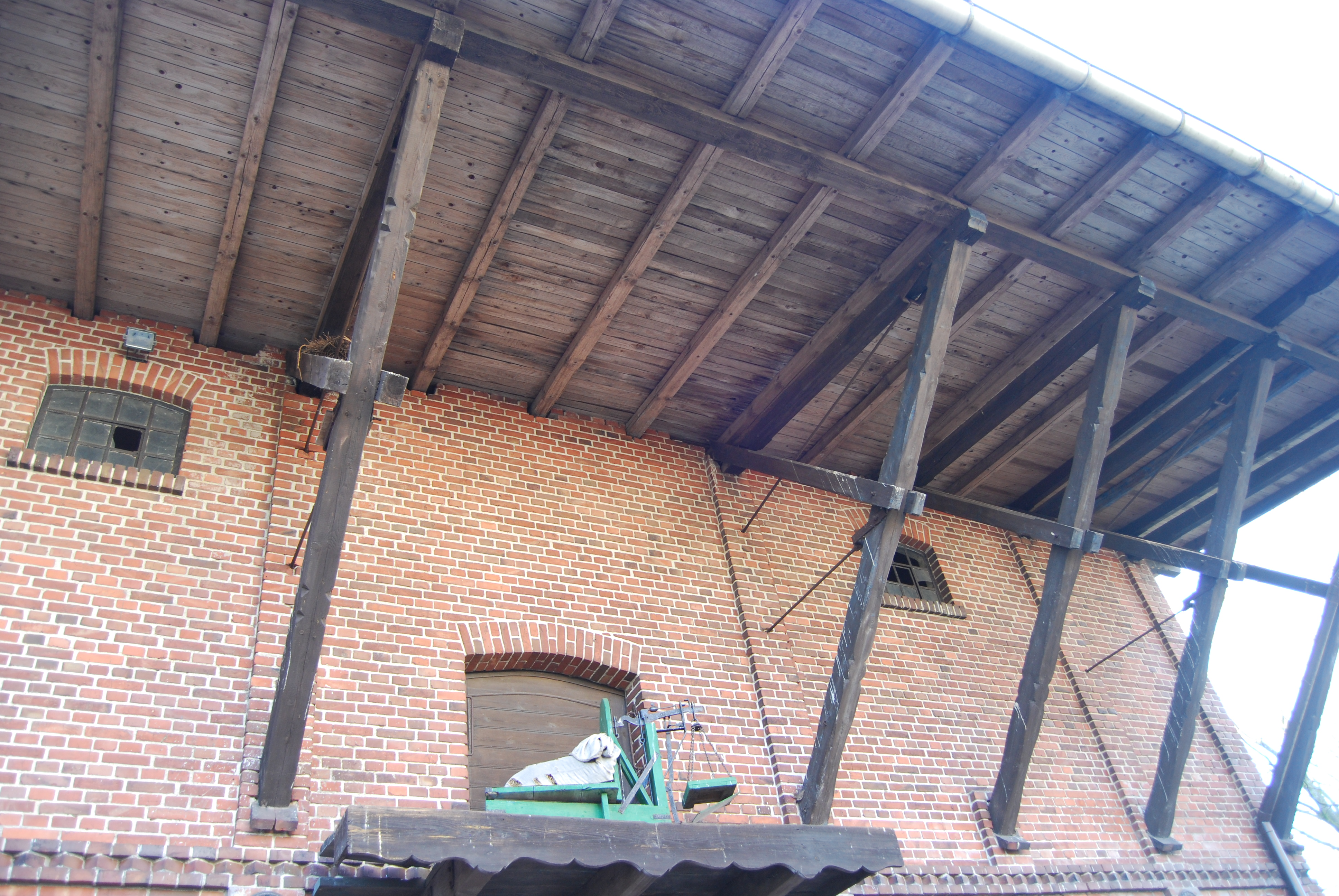
Scheune des Karlshofs als Vierständerhaus errichtet

Jean Balthazar errichtete im Jahr 1900 mehrere neue Gebäude in Eisenbeton, einer damals innovativen Bauweise. Die oberen Geschosse wurden aus Fachwerk und Ziegelmauerwerk errichtet, auf denen ein flaches Satteldach liegt. Die Motormühle mit den direkt angrenzenden Lagerhallen wurde in einer Skelettbauweise in Eisenbeton erstellt. Böden, Decken und Keller wurden ebenfalls aus Eisenbeton gefertigt.
Die Scheune, ein zweigeschossiger Ziegelbau, ist als Vierständerhaus errichtet. Sie weist eine Länge von 23,30 m und eine Breite von 16 m bei einer Höhe von circa 10 m auf. Wie die ehemalige Motormühle trägt die Scheune ein flaches Satteldach, mit der Besonderheit eines Dachüberstandes von 4 m an einer Längsseite. In diese Scheune konnten die Erntewagen mit Ernte mittels Seilzügen in die erste Etage gehoben werden. Die Decke wurde in Eisenbeton auf massiven Holzstützen errichtet.
Ein großer Teil der ehemaligen Gebäude wurde zwischen 1980 und 1985 abgerissen. Fundamente sind noch auffindbar. Die Scheune steht heute noch unverändert.

#### Ankauf des Moorgutes durch das Siedlungsamt Oldenburg
1930 bot Albert August Balthazar, einer der Söhne von Jean Balthazar, das Moorgut dem Siedlungsamt Oldenburg für 250.000 Mark zum Kauf an. Aus der Siedlungsakte S-3-2Ia-2 des Siedlungsamtes Oldenburg geht hervor, dass das Siedlungsamt den Kauf ablehnte, da zu wenig gutes Ackerland vorhanden war. In den nächsten beiden Jahren veränderte sich folgendes: Es erhöhten sich die Anträge der Siedlungswilligen, der Kaufpreis sank auf 125.000 Mark, eine neue Möglichkeit der großflächigen Abtorfung ergab sich durch das neu gegründete Torfwerk Strenge und der Reichsarbeitsdienst führte Entwässerungs- und Umkuhlungsarbeiten der unkultivierten Flächen durch. Das Siedlungsamt Oldenburg kaufte schließlich 1932 das Moorgut einschließlich der Feldbahn für 125.000 Mark. Die 418 ha Land verteilten sich auf 210 ha Kulturland, teils Äcker, teils Weiden, 199 ha unkultiviertes Moor, 9 ha Wege und Gebäudeflächen. Bereits im Frühjahr begann die Aufteilung und Vergabe der Kolonate an die Siedler.

#### Moorgut Karlshof, Keimzelle der Moorkolonie Karlshof

Moorgut Karlshof 1934

In den zur Besiedlung vorgesehenen Moorgebieten des Karlshofs übernahm der Staat nach einem vorliegenden Kolonieplan den Ausbau der Hauptvorfluter, der Kolonatsgrenzgräben, den Ausbau des Wege- und Straßennetzes und stellte ein Schulgelände zur Verfügung. Der Grund und Boden wurde den Siedlern weitgehend unkultiviert übergeben. Allerdings bekamen die Kolonisten finanzielle Unterstützung durch Meliorationsdarlehen und Kultivierungsbeihilfen.
Vor der Vergabe der Parzellen wurden vom Moorgut Karlshof aus Arbeiten zur Melioration durchgeführt. Dazu zog das Siedlungsamt den freiwilligen Arbeitsdienst und den Reichsarbeitsdienst heran. Zunächst mussten Moorflächen mit geringem Torfstand von den Arbeitsdiensten gekuhlt werden, um weitere Ackerflächen zu schaffen. Von 1933 bis 1938 wurden so 76 ha Moorflächen von etwa 150 Männern im Arbeitsdienst 1 bis 1,5 m tief gekuhlt.
Die Stromversorgung, die bis 1933 durch eine Kraftanlage auf dem Moorgut Karlshof gewährleistet war, erfolgte ab 1934 über die Hochspannungsleitung von Wiesmoor nach Cloppenburg mit einer Schaltzentrale im Moorgut Karlshof. Von dort wurden später die einzelnen Siedler mit Strom versorgt.
Nach dem Siedlungsplan legte man 1934 in zwei Schritten 35 Kolonate auf 319 ha an, davon 22 als Vollbauernhöfe mit circa 12 ha, damals die wirtschaftlichste Größe. Die übrigen 13 Stellen richtete man auf eine Größe von 2 bis 7 ha ein. Diese waren als Nebenerwerbsstellen für die Heuerleute des Moorgutes Karlshof gedacht. Später sollten sie vergrößert werden. Nach Aussage der noch lebenden Siedler lehnten die Kolonisten den von der Siedlungsgesellschaft vorgeschlagenen Ortsnamen „Neuwiek“ für die neu gegründete Siedlung ab und bestanden auf dem Namen „Karlshof“.

#### Zivilarbeiterlager, Kriegsgefangenenlager und Strafgefangenenlager VII Esterwegen

Arbeitslager Karlshof 1934

Das Stadtarchiv Westerstede-Ocholt trug 1985 folgende Daten und Fakten aus den Unterlagen, die sich im Archiv befanden zusammen:
Seit 1940 wurden in massiven Gebäuden polnische Zivilarbeiterinnen und -arbeiter, zum Teil mit Kindern, untergebracht, die bei der Fa. Strenge, Ocholt, zur Torfgewinnung im Moor eingesetzt wurden. Dazu wurden 30 französische und belgische Kriegsgefangene einquartiert, die zum Straßenbau in der Bauernschaft Karlshof herangezogen wurden. Später verrichteten sie auch landwirtschaftliche Arbeiten auf dem Gut. Am 21. Mai 1942 kamen zu bereits eingetroffenen, circa 50 russischen Kriegsgefangenen noch 65 russische und ukrainische Zivilarbeiter, Männer und Frauen, hinzu, die in Barackenlagern untergebracht wurden. Von Wachmannschaften der Wehrmacht, die zum Teil in der Region beheimatet waren, wurden sie zur Arbeit im Moor oder in der Landwirtschaft geführt und auch wieder zurückgebracht. 25 Strafgefangene wurden aus dem KZ Esterwegen zum Karlshof überstellt. Sie arbeiteten ebenfalls im Moor bei der Torfgewinnung. Ferner waren zehn französische Strafgefangene inhaftiert, die nicht zur Arbeit eingesetzt wurden. Kurz vor dem Einmarsch der alliierten Truppen wurden die Gefangenen, die noch im Lager waren, nach Neuenburg, Kreis Friesland, zu einem Sammelplatz gebracht. Die Barackenlager wurden abgebrochen.

#### Nutzung seit 1945

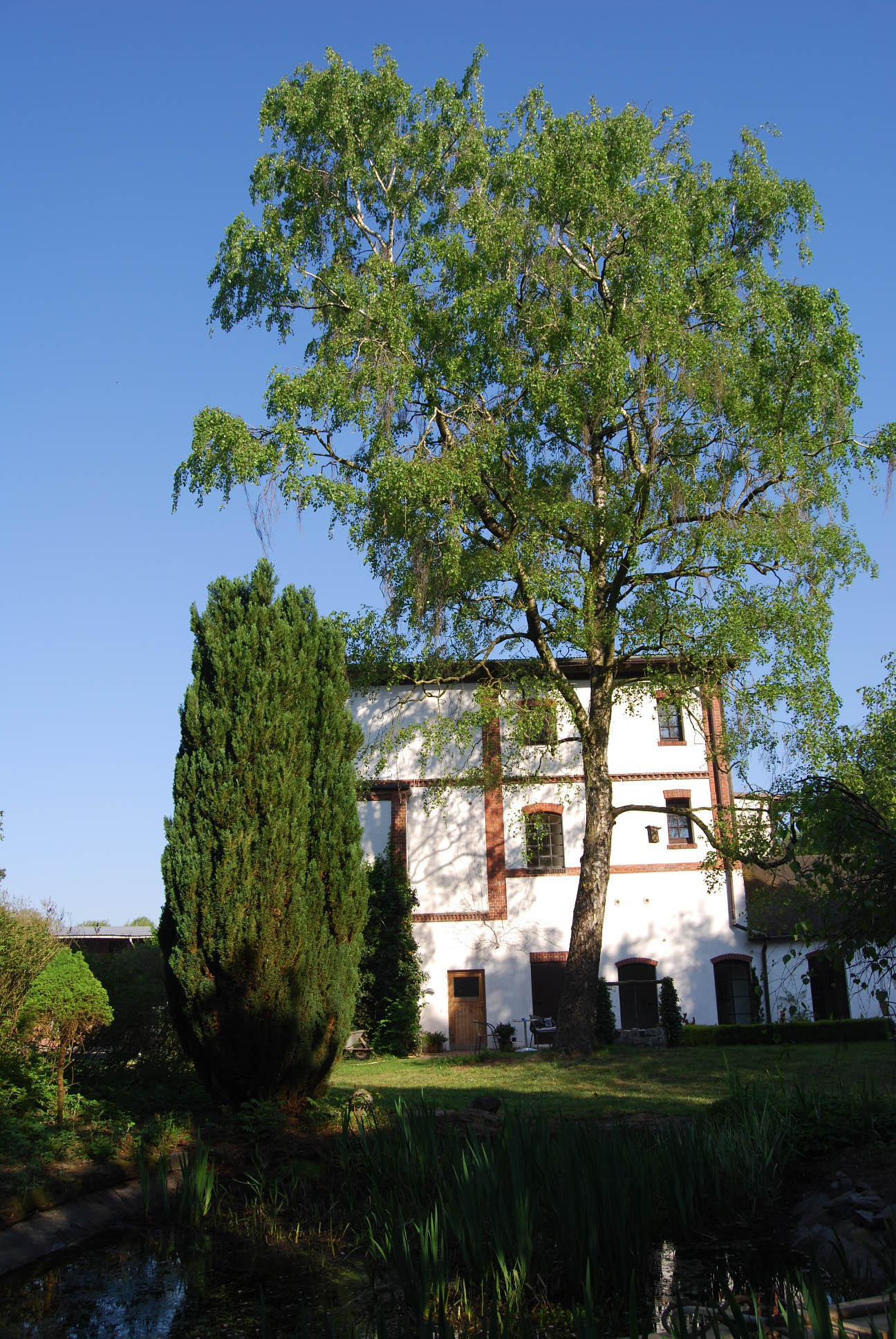
Moorgut Karlshof Parkansicht 2011

Schon 1941 erwarb Georg Oltmanns sen. einen Teil des Restgutes mit 26 ha Land. Die Bauten, von Jean Balthazar erbaut, blieben auch nach 1945 im Besitz der Siedlungsgesellschaft und wurden zum Abriss freigestellt. Anfang der 1950er Jahre erwarb Oltmanns jedoch diese Gebäude zur Viehhaltung. Ein großer Teil dieser Gebäude wurde zwischen 1980 und 1985 abgerissen. Die Motormühle aus Eisenbeton war jedoch mit den damaligen Möglichkeiten nicht „klein zu kriegen“. Die 4-Ständer-Scheune blieb erhalten. 1985 wurde das Anwesen wieder geteilt. Dietmar Bosold kaufte und sanierte das ehemalige Motormühlengebäude und die Scheune mit 1,2 ha Land für private und gewerbliche Zwecke. Das Verwalterhaus, der ehemalige Hof von Carl Vellguth, 1876/77 erbaut, blieb im Besitz von Oltmanns. Norbert Marten und Christel Mandos-Feldmann erwarben 2011 den Teil des Anwesens aus dem Besitz von Bosold (Motormühle, Scheune, 1,2 ha Wald-, Garten- und Grünfläche), ließen es unter Denkmalschutz stellen und planen nun dort die Geschichte des Karlshofs durch kulturelle Erinnerungen und Kunstaktivitäten wieder neu zu beleben.